# Pieniądz zastępczy

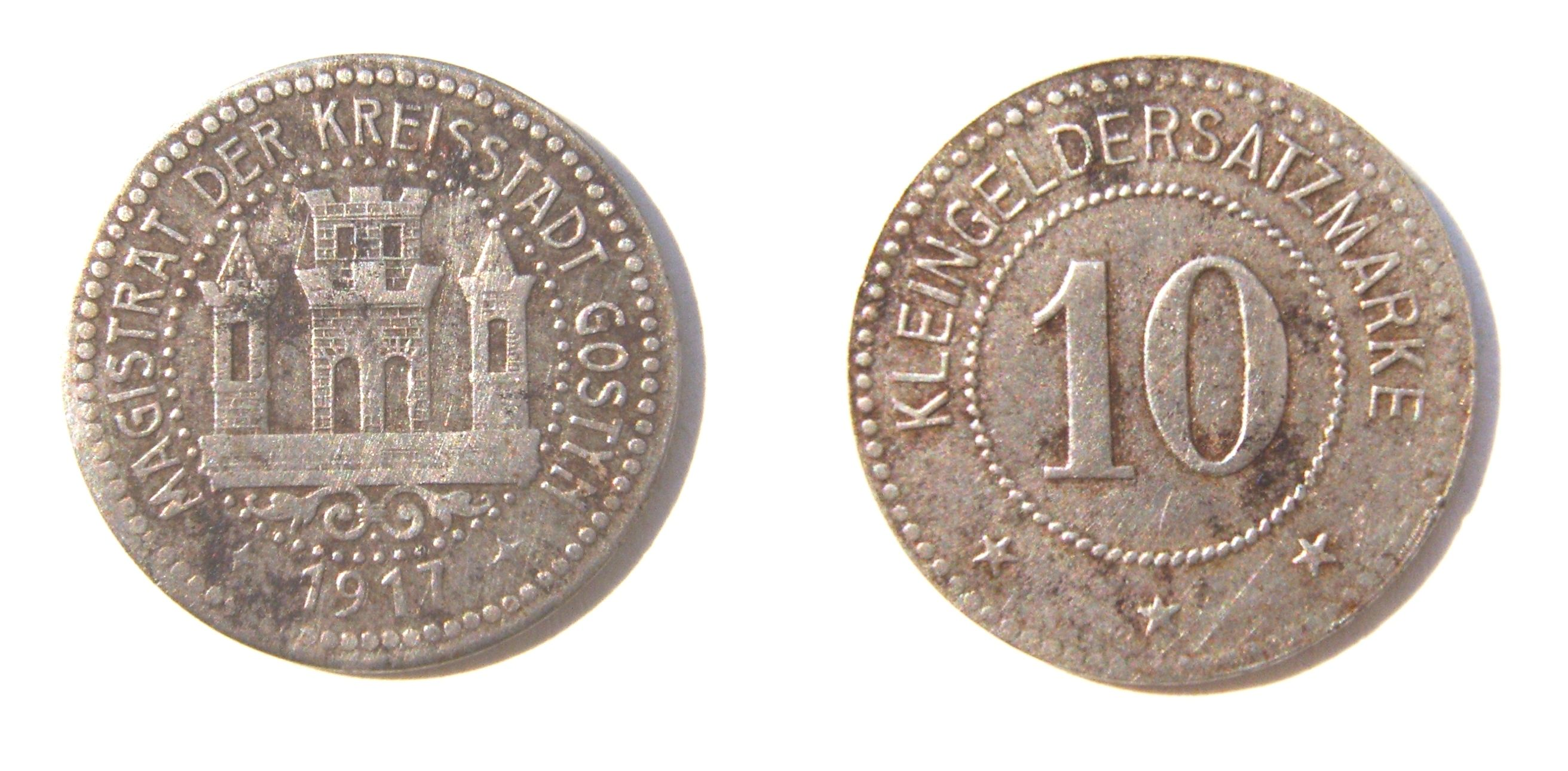
Awers i rewers monety zastępczej o nominale 10 fenigów wyemitowany przez radę miejską Gostynia w 1917 roku

Pieniądz zastępczy – definiuje się najczęściej jako znaki pieniężne wydawane przez wystawców innych, niż instytucje państwowe lub banki upoważnione do emisji oficjalnego pieniądza, które miały na celu doraźne zapobieżenie brakom środków płatniczych lub pewnych jego nominałów w obiegu, przy czym nie ma znaczenia, czy emisja pieniądza zastępczego odbywa się z zachowaniem wymaganych procedur, czy nie.

## Aspekt ekonomiczny
Na gruncie teorii, pieniądz zastępczy spełniał głównie funkcję środka cyrkulacji (środka wymiany) w zakresie ściśle określonym terytorialnie i czasowo. W mniejszym stopniu pełnił też funkcję środka płatniczego (regulacji zobowiązań) i to tylko fakultatywnie. Nie spełniał natomiast funkcji miernika wartości (jednostki obrachunkowej) ani środka tezauryzacji (przechowywania bogactwa). Sporadycznie w tej ostatniej funkcji występowały tzw. bony stałowartościowe, które nie podlegały inflacji w warunkach gwałtownych spadków wartości oficjalnej waluty.
Pieniądz zastępczy pojawiał się na ogół w okresach wojen, wybuchu ruchów społecznych albo kryzysów gospodarczych. Wydawany bywał zarówno z zachowaniem formalnych zezwoleń władz, jak i nieoficjalnie. Często miał pewien ściśle określony termin ważności. Jego emitentami bywała administracja cywilna lub wojskowa, władze lokalne różnych szczebli, miejskie banki, dyrekcje kolei, różne firmy prywatne lub spółdzielnie. Przykładem może tu być np. pieniądz obozowy, pieniądz kolejowy, pieniądz pańszczyźniany czy pieniądz miejski.

## Historia
W Europie pieniądz zastępczy pojawiał się począwszy od XVI w. w formie monet, a od XVIII w. w postaci bonów. Nieco wcześniej występowała w obiegu pewna jego forma – tzw. pieniądz w oblężeniu miasta, który bywał bity w twierdzach, aby umożliwić wypłatę żołdu broniącej się załodze.
Znanych jest wiele przypadków wydawania zastępczego pieniądza, m.in. na Śląsku w okresie wojen napoleońskich i w okresie Wiosny Ludów. W największej ilości pojawił się w Niemczech i Austrii w latach 1914–1924 – tak zwany Notgeld drukowany w związku z wydarzeniami I wojny światowej. Zawirowania ekonomiczne wywołały wówczas pojawienie się pieniądza zastępczego na mniejszą skalę w każdym z krajów europejskich z wyjątkiem Wielkiej Brytanii, którą jako jedyną ominęły zakłócenia w obiegu środków płatniczych. Ponownie, choć w dużo mniejszej ilości, pieniądz zastępczy był używany w okresie wielkiego kryzysu lat 1929–1933. Na ziemiach polskich zastępcze pieniądze kursowały w czasie II wojny światowej, a także na krótko w niektórych miastach tuż po wyzwoleniu.

## Pieniądz zastępczy na ziemiach polskich

### Pieniądz dominialny
Pieniądz dominialny stanowi jedną z form pieniądza zastępczego, substytut waluty oficjalnej, który był emitowany prywatnie przez majątki ziemskie do prowadzenia rozliczeń wewnątrz majątku między jego właścicielem a pracownikami, wypłaty wynagrodzeń lub potwierdzenia wykonania określonej pracy. Czasem pieniądz ten posiadał państwowe sankcje tam, gdzie występowały zakłócenia w kursie oficjalnej waluty. Jego pojawienie się wiązało się z brakiem monety zdawkowej w gospodarce, a także z rozwojem folwarków i panujących w nich stosunków ekonomicznych. Właściciele ziemscy widzieli w tej formie pieniądza sposób na uzależnienie od siebie podległych im chłopów pańszczyźnianych. Ich pojawienie się ok. XVI wieku pozwalało kontrolować i ograniczyć aktywność rynkową chłopów do granic majątku ziemskiego, w którym pracowali. Pieniądz dominialny pozwalał realizować i czerpać zyski z przymusu propinacyjnego, przymusu mlewa lub obowiązku wykupu produktów spożywczych i dóbr. W ten sposób folwarki zyskiwały siłę roboczą, która zarobione pieniądze wydawała w miejscu swojej pracy.
Początkowo były to prymitywne żetony wytwarzane z drewna, skóry zwierzęcej lub wykuwane w kuźniach. Zamiast nominałów pojawiały się na nich przedstawienia wykonanej pracy i przeliczało się nimi tzw. dniówki. Czasem pojawiały się też inicjały wystawcy takiego pieniądza. W XVII wieku w najbogatszych majątkach ziemskich rozpoczęto wybijanie zaawansowanego pieniądza dominialnego. Pojawiają się na nim znaki rozliczeniowe, herby rodowe lub inicjały, nazwy majątków, a także przedstawienia form pracy wykonanej w majątku. W XVIII wieku, obok zaawansowanych form pieniądza dominialnego, pojawiły się w użyciu wycofane z obiegu monety państwowe, które opatrywane były kontrasygnatami (symbol majątku, inicjały właściciela lub herb).
W XIX wieku doszło do rozpowszechnienia się pieniądza dominialnego. Kałkowski podaje, że nie posiadały one dat wybicia, rewersy nie posiadały legend, lecz tylko cyfry wartości. Awersy posiadały herby właścicieli i nazwy posiadłości, inicjały właściciela ziemskiego lub samą nazwę folwarku.
Kałkowski i Gorbaczewski podają także, że pieniądz dominialny pojawiał się w formie papierowych bonów o różnych wartościach. Na terenie Królestwa Polskiego w latach 1855–1866 bony te nazywane były również sola wekslami. Za najstarszy papierowy pieniądz zastępczy na ziemiach polskich uznaje się datowany na 1801 rok bon na 20 talarów z dóbr w Owińskach.